# Кад нас виде
Кад нас виде је америчка драмска мини телевизијска серија створена 2019. године, написана и режирана од стране Аве ДуВернеј за Netflix, која је премијерно представљена у четири дела 31. маја 2019. Темељи се на догађајима злочина који се одиграо у Централ Парку у Њујорку,1989. године. Серија прати животе и породице пет мушкараца лажно оптужених и осумњичених, које су ухапсили под оптужбама везаним за силовање и напад на жену у Централ Парку у Њујорку.

## Радња
Радња прати истиниту причу о пет дечака узраста од 14 до 16 година из Њујорка 1989. године која се базира несрећном догађају који се догодио у Централ Парку. Триша Мејли, успешна пословна жена, сваке је вечери ишла на тркачку стазу. Те вечери се није вратила кући. Била је брутално нападнута, ударана, силована и остављена да умре.
Поражавајућа статистика о броју силованих жена у Њујорку натерала је градске власти да пронађу кривца по сваку цену. 
Дечаци, који су се стицајем околности нашли у близини места злочина, иако с тим нису имали никакве везе, приведени су у полицијску станицу. Они су малтретирани и приморани да признају кривицу. Јусеф, Кори, Кевин, Рејмонд и Антрон не познају се, чак нису ни били заједно у Централ Парку, али полиција их је суровим методама уцењивања и психолошког мучења уверила да им је боље да признају напад и силовање несрећне жене, јер ће само тако моћи да се врате својим домовима и породицама.
Без присуства родитеља и правних лица, иако су малолетници и закон то налаже, њима се манипулише на најгори могући начин јер су пореклом Афроамериканци, Муслимани и Мексиканци. Њихово порекло је у овом случају њихова казна. Чувени случај у Њујорку отишао је толико далеко да је Доналд Трумп медијски апеловао 1989. године да се за њих специјално уведе смртна казна. 
Није постојао физички, нити материјалан доказ да су криви, осим насилног признања које је полиција снимала, али су они ипак ухапшени.
Кад нас виде, прати догађаје након напада на Тришу, преко полицијсе тортуре, суђења, затвора, па све до расплета догађаја 10 година касније.

## Главни глумци и њихови ликови
- Асанте Блек као Кевин Ричардсон.
- Џастин Канингам као одрасли Кевин Ричардсон.
- Калел Харис као Антрон МкКреј.
- Јован Адепо као одрасли Антрон Мк Креј.
- Итан Херис као Јусеф Салам.
- Крис Чaлк као одрасли Јусеф Салам.
- Џарел Џером као Кори Вајс.
- Маркус Родригез као Рејмонд Сантана
- Фреди Мајерс као одрасли Рејмонд Сантана.
- Марша Стефани Блејк као Линда МeкКреј, мајка Антрона МкКреја.
- Кајли Бунбури као Енџи Ричардсон, старија сестра Кевина Ричардсона.
- Оњја Елис као Шерон Салам, мајка Јусефа Салама.
- Вера Фармига као Елизабет Ледерер.
- Фелисити Хафмен као Линда Ферстајн.
- Џон Легуизамо као Рејмонд Сантана Старији, отац Рејмонда Сантане.
- Ници Неш као Делорес Вајс, мајка Корија Вајса.

- Мајкл К. Вилиамс као Боби МкКреј, отац Антрона МкКреја.

## Награде и номинације
Од четрдесет и две номинације, ова серија је однела победу у девет. Прву освојену награду су добили Ејша Кули, Били Хопкинс и Ешли Инграм за изванредни кастинг за мини серију, филм или специјал добијена 2019. на Еми Наградама за Креативну Уметност . Исте године је Џарел Џером добио Еми Награду за изванредног главног глумца мини серије или филма. На Готхам Наградама 2019, добијена је награда за дугу серију која се истакла. 2019. су добијене две награде на Телевизијским Наградама Избора Критичара. Џарел Џером је добио награду за најбољег глумца мини серије или филма и такође је добијена награда за најбољу мини серију. 2020. је на НАЦЦП Наградама осовјено три награде, за изванредан телевизијски филм, серију или драматични специјал, Џарел Џером за изванредног глумца и Ници Неш за изванредну глумицу.  Исте године су награду за мини серију добили Ејша Кули, Били Хопкинс и Ешли Инграм од Кастинг Друштва Америке.

## Продукција

### Развој
Дана 6. јула 2017. године објављено је да је Netflix продукција Петорици из Централ Парка доделио серијску наруџбину која се састојала од пет епизода. Серију је креирала Ава ДуВернеј која је такође била одговорна за сценарио и режију. Деветог јула 2018. године објављено је да ће се серија састојати од четири епизоде, да ће Бредфорд Јанг бити кинематограф серије, а Робин Свикорд, Атика Локе и Мајкл Старбури ће сваку епизоду обрадити са ДуВернејевом. 1. марта 2019. године ДуВернејева је објавила да је серији промењен назив у "Кад нас виде" и да ће бити објављена 31. маја 2019. године .

### Снимање
Дана 10. августа 2018. године снимање је одржано на Медисон Авенији у области Источни Харлем у Менхетну.